# Coracina mcgregori
Coracina mcgregori е вид птица от семейство Campephagidae. Видът е почти застрашен от изчезване.

## Разпространение
Видът е разпространен във Филипините.